# ایزو ۶–۶۳۹
ISO 639-6 یا ایزو ۶–۶۳۹ رده ششم استانداردهای ایزو ۶۳۹ است که برای نامگذاری اختصاری گونه‌های مختلف زبان‌ها و خانواده‌های زبانی استفاده می‌شود. این کدها ۴ حرفی هستند و آن‌ها را سازمان بین‌المللی استانداردسازی (ISO) منتشر می‌کند.